# Nederlandse kampioenschappen schaatsen afstanden 1994 - 3000 meter vrouwen
De 3000 meter vrouwen op de Nederlandse kampioenschappen schaatsen afstanden 1994 werd gereden in december 1993, in ijsstadion Thialf te Heerenveen. Er namen twaalf schaatssters deel.
Carla Zijlstra was titelverdedigster na haar zege tijdens de NK afstanden 1993. Ze prolongeerde dit jaar haar titel.

## Statistieken

### Uitslag
| #      | Schaatser            | tijd    |
| ------ | -------------------- | ------- |
| Goud   | Carla Zijlstra       | 4.26,24 |
| Zilver | Annamarie Thomas     | 4.27,15 |
| Brons  | Barbara de Loor      | 4.31,72 |
| 4      | Tonny de Jong        | 4.32,42 |
| 5      | Lia van Schie        | 4.32,51 |
| 6      | Jenita Smit          | 4.33,20 |
| 7      | Sandra 't Hart       | 4.33,98 |
| 8      | Hanneke de Vries     | 4.34,82 |
| 9      | Colette Zee          | 4.36,52 |
| 10     | Ingrid van der Voort | 4.37,99 |
| 11     | Marianne Timmer      | 4.39,06 |
| 12     | Gretha Smit          | 4.39,52 |